# 読書するマグダラのマリア (ピエロ・ディ・コジモ)
『読書するマグダラのマリア』（どくしょするマグダラのマリア、伊:Santa Maria Maddalena）は、イタリアのルネサンス期の画家ピエロ・ディ・コジモによる絵画である。ローマにあるパラッツォ・バルベリーニ宮の国立古典絵画館に所蔵されている。かつて本作はマンテーニャに帰属されていたが、1874年にピエロ・ディ・コジモに帰属された。

## 概要
本作は、窓のようなテーブルで聖書を読んでいるマグダラのマリアを描いている。マリアはルネサンス時代の多色のガウンと肩掛けを身に着けている。肩に掛かった長く、わずかにカールした髪と、横にある香油の瓶によってマグダラのマリアとして識別できる。髪には真珠の輪をつけており、髪の周りには細線細工のような光輪がある。
テーブルには画家の署名がある。影を使って顔に立体感を与えていることと、マリアの落ち着いたポーズは、レオナルド・ダ・ヴィンチの影響を受けたピエロ・ディ・コジモの晩年に制作された作品であることを示している。
多くの研究者は、作品の制作年をレオナルドの影響が広まっていた16世紀の最初の数年間に位置付けている。厳密には、レオナルドがフィレンツェに帰還した1501年に制作されたものとする。一方で1490年頃に制作されたとする研究者もおり、この時期、ピエロ・ディ・コジモはフィリッピーノ・リッピに様式的に近く、色彩よりもフーゴー・ファン・デル・グースの北方的な様式を優先した。実際、本作の画面の鮮明さと綿密な細部の描写は、画家がフランドル派絵画をよく理解し、称賛していたことを示している。
作品の意図された後援者は特定されていない。マグダラのマリアの絵画は同じ名前を持つ個人から所望されることもあったが、この聖人に、そして堕落した女性に捧げられた修道院からも所望された。